# 빅뱅의 콘서트 투어 목록

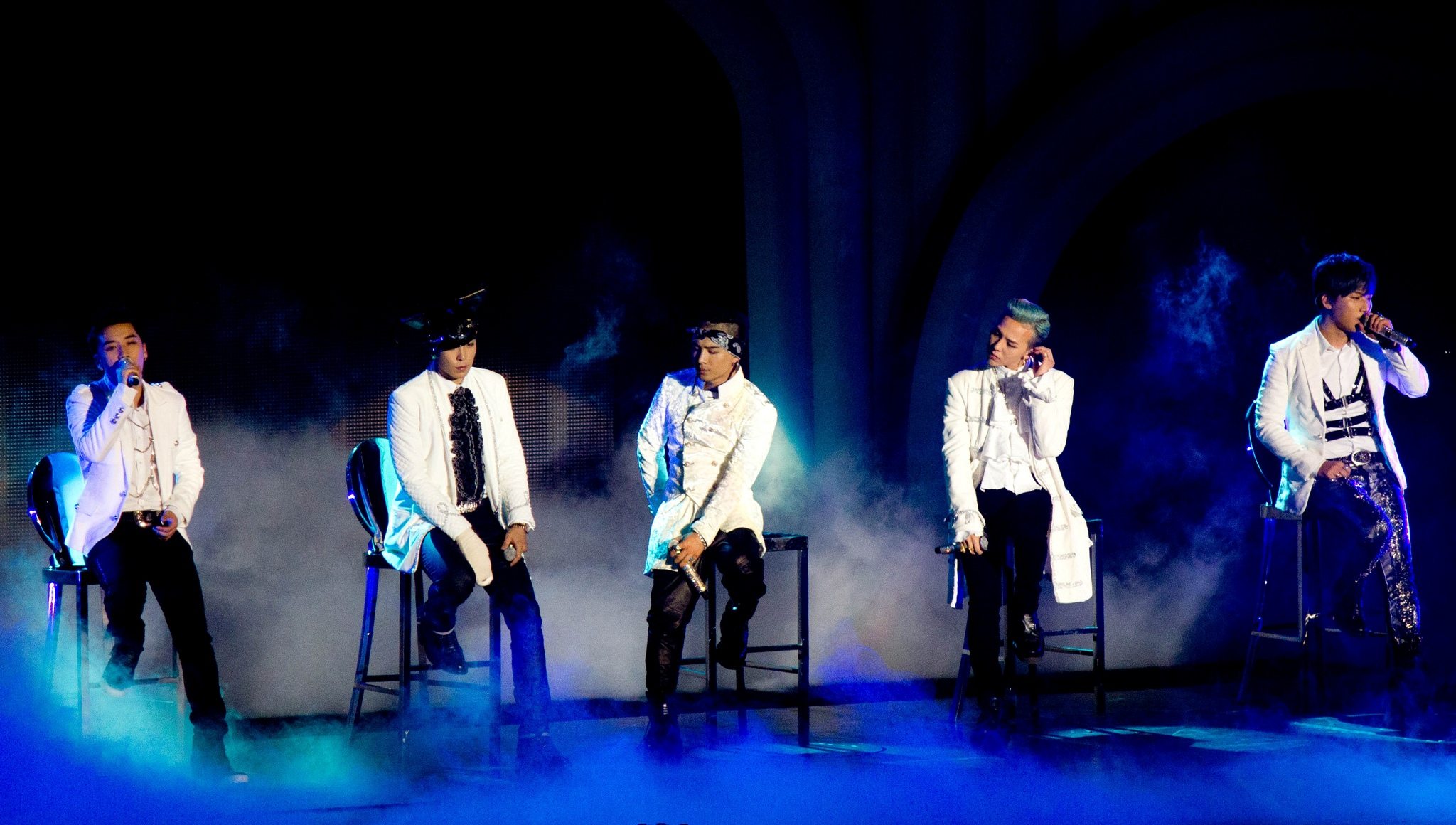
2012년 9월, Alive World Tour 중인 빅뱅.

다음은 대한민국 남성 가수 그룹 빅뱅의 콘서트 목록이다. 빅뱅은 전 세계적으로 일본의 다섯 번의 공연을 포함한 열 다섯 번째의 콘서트 투어를 개최했고, 두 번의 월드 투어를 진행하고 있다. 그들은 2006년 첫 단독 라이브 콘서트 1st Live Concert - The R.E.A.L를 개최했다. 그들의 경력을 통해 그룹으로서 그리고 솔로 아티스트로서 콘서트를 열었다. 2008년에는 한국, 일본, 태국, 싱가포르, 인도네시아를 방문하며 첫 아시아 투어를 개최했다. 2012년에 그룹은 앨범 《[ALIVE]》를 홍보하기 위해 첫 번째 세계 투어를 시작했으며, 전세계에서 총 800,000명의 팬이 42회의 공연을 관람했다. 2015년에 세 번째 한국 정규 앨범 《MADE》에서 싱글 시리즈를 발표하고 두 번째 세계 투어에 착수했다. 그룹은 2016년에 일본과 중국에서 Fantastic Babys와 Made V.I.P Tour를 통해 콘서트 규모의 팬미팅을 개최했다.

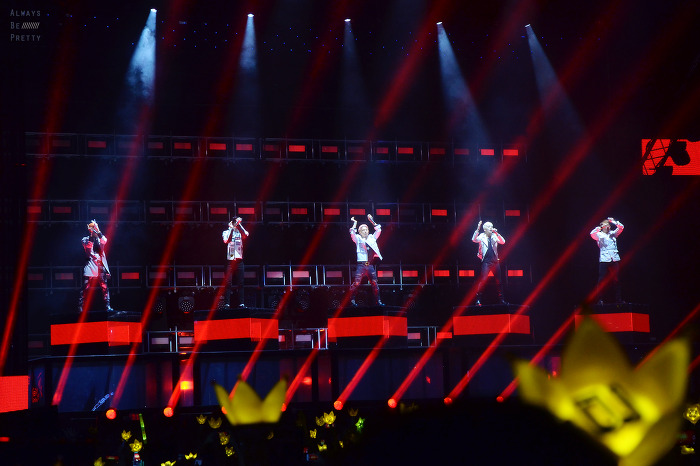
2015년 6월, Made World Tour 중인 빅뱅.

2017년, 빅뱅은 데뷔 10주년을 맞아 일본, 한국, 홍콩의 7개 도시에서 24회의 콘서트를 개최하는 특별 기념일 투어에 착수하며 110만 명의 관객을 동원했다. 이 투어는 4년 연속 일본 돔 투어를 개최한 최초의 외국인 아티스트 공연으로 밴드의 기록을 깨뜨렸다. 빅뱅은 그들의 경력을 통해 멤버들은 각각 솔로 콘서트를 개최하고 있다. 빅뱅은 현재까지 전세계 투어를 통해 800만 이상의 관객을 동원하고 있다.

## 1st Live Concert - The R.E.A.L
1st Live Concert - The R.E.A.L는 빅뱅의 첫 번째 단독 콘서트로 The R.E.A.L라는 이름으로 그들의 첫 정규 앨범 BIGBANG Vol.1과 세 장의 싱글 앨범 BIGBANG, BigBang Is V.I.P와 Bigbang 03 (2006) 발매 이후 개최되었다. 이 콘서트는 데뷔 5개월차의 신인 그룹의 각 멤버들의 개성을 잘 살린 참신한 무대 연출로 호평을 받았다. 약 50여분의 하이라이트 영상이 2007년 2월 3일 MTV를 통해 독점 공개되었다. 2007년 2월 8일에는 콘서트 공연의 라이브 실황을 담은 CD와 DVD가 발매되었다.

### 세트 리스트
1. "BIG BANG"
2. "V.I.P."
3. "My Girl" (태양 solo)
4. "눈물뿐인 바보"
5. "We Belong Together" (feat. 박봄)
6. "Forever with You" (feat. 박봄)
7. "웃어본다" (대성 solo)
8. "Big Boy" (T.O.P solo feat. 이은주)
9. "다음 날" (승리 solo)
10. "She Can't Get Enough"
11. "Dirty Cash"
12. "This Love" (G-Dragon solo)
13. "La-La-La"
14. "Good-Bye Baby"
15. "흔들어" (feat. 이은주)
16. "Dirty Cash" (remix)

### 투어 일정
| 날짜             | 도시 | 국가     | 장소                   | 관객 수       |
| ---------------- | ---- | -------- | ---------------------- | ------------- |
| 2006년 12월 30일 | 서울 | 대한민국 | 올림픽 공원 체조경기장 | 통산 12,000명 |

## The G.R.E.A.T
The G.R.E.A.T는 빅뱅의 세 번째 단독 콘서트이자 Bigbang is GREAT라는 이름으로 그들의 메가 히트 곡의 "거짓말"과 "마지막 인사"로 엄청난 성공을 거둔 이후 개최되었다. 이 공연의 티켓은 예매가 시작 된지 불과 10분만에 매진이 되어 화제가 되었다. 팬들의 열띤 성화에 콘서트는 결국 1회가 연장 되었다.

### 세트 리스트
1. "Crazy Dog+환상 속의 그대"
2. "흔들어"
3. "Wild Wild West"
4. "웃어본다" (대성 solo)
5. "다음 날" (승리 solo)
6. "Ma Girl (태양 solo)
7. "la la la"
8. "바보"
9. "This love" (GD solo)
10. "Lies"
11. "Act Like Nothing's Wrong""(T.O.P solo)
12. "눈물뿐인 바보"
13. "BUT I LOVE U" (GD solo)
14. "마지막 인사"

앵콜
1. "ALWAYS"
2. "거짓말"

### 투어 일정
| 날짜             | 도시 | 국가     | 장소                 | 관객 수 |
| ---------------- | ---- | -------- | -------------------- | ------- |
| 2007년 12월 28일 | 서울 | 대한민국 | SK올림픽핸드볼경기장 | 36,000  |
| 2007년 12월 29일 | 서울 | 대한민국 | SK올림픽핸드볼경기장 | 36,000  |
| 2007년 12월 30일 | 서울 | 대한민국 | SK올림픽핸드볼경기장 | 36,000  |

## 공동 콘서트

### YG 10주년 기념 월드투어 콘서트 (2006)
- 날짜 : 2006년 8월, 10월
- 도시 : 대한민국 서울, 일본 오사카, 도쿄, 미국 워싱턴 DC, 뉴욕, LA

### YG Family 2007 - 2008 [One Concert] (2007)
- 날짜 : 2007년 12월
- 도시 : 대한민국 서울

### 2010 YG FAMILY concert (2010)

#### 투어 일정
| 날짜            | 도시 | 국가     | 장소                   | 관객 수 |
| --------------- | ---- | -------- | ---------------------- | ------- |
| 2010년 12월 4일 | 서울 | 대한민국 | 올림픽 공원 체조경기장 | 36,000  |
| 2010년 12월 5일 | 서울 | 대한민국 | 올림픽 공원 체조경기장 | 36,000  |

### YG Family 15th Anniversary Concert (2011–2012)

#### 투어 일정
| 날짜            | 도시 | 국가     | 장소                   | 관객 수 |
| --------------- | ---- | -------- | ---------------------- | ------- |
| 2011년 12월 3일 | 서울 | 대한민국 | 올림픽 공원 체조경기장 | 146,000 |
| 2011년 12월 4일 | 서울 | 대한민국 | 올림픽 공원 체조경기장 | 146,000 |
| 2012년 1월 7일  | 대판 | 일본     | 교세라 돔 오사카       | 146,000 |
| 2012년 1월 8일  | 대판 | 일본     | 교세라 돔 오사카       | 146,000 |
| 2012년 1월 21일 | 기옥 | 일본     | 사이타마 슈퍼 아레나   | 146,000 |

#### 세트 리스트
1. 2NE1 – Fire
2. 2NE1 – Can't Nobody
3. 2NE1 – Go Away
4. 빅뱅 – Tonight (Remix)
5. 빅뱅 – Hands Up
6. 빅뱅 – Cafe
7. 빅뱅 – Love Song (Acoustic)
8. 거미 – I'm Fallin'
9. 거미 – 미안해요 (Remix)
10. 세븐 – Better Together
11. 세븐 Feat. TOP – Digital Bounce
12. 세븐 – Angel
13. 세븐 – 열정
14. 지누션 & 세븐 – 열정
15. GD, 세븐, 지누션 – 멋쟁이 신사
16. 지누션 – A-YO
17. 지누션 – 전화번호
18. 지누션 Feat. Dara – 말해줘
19. 타블로 Feat. 박봄 – Bad
20. 타블로 Feat. 거미 – Airbag
21. 타블로 Feat. 태양 – Tomorrow
22. 세븐 & 대성 – It Hurts
23. 세븐, 대성, 태양, 승리 – Lonely (Acoustic)
24. GD&TOP Feat. CL, 민지 – Oh Yeah
25. GD&TOP – High High
26. 싸이 – Right Now
27. 싸이 – 연예인
28. 싸이 – 흔들어
29. 싸이 – 아름다워
30. 싸이 – 낙원
31. 싸이 – 챔피언
32. 승리 – Se7en’s Come To Me
33. 세븐 – Come Back To Me
34. 세븐 – I’ll Do Well
35. 세븐 – La La La (Remix)
36. 2NE1 – 내가 제일 잘 나가
37. 2NE1 – Clap Your Hands
38. 2NE1 Feat. 거미 – Ugly
39. 거미 Feat. G-Dragon – Heartbreaker (Acoustic)
40. 빅뱅 – 하루하루 (Acoustic)
41. 빅뱅 – 거짓말
42. 빅뱅 – 천국

앵콜:
1. 2NE1 & 거미 – 마지막 인사
2. G-Dragon, T.O.P, 승리, 대성 – 내가 제일 잘 나가
3. YG 패밀리 – 챔피언

### YG Family World Tour: Power (2014)

#### 투어 일정
| 날짜             | 도시     | 국가     | 장소                     | 관객 수  |
| ---------------- | -------- | -------- | ------------------------ | -------- |
| 2014년 4월 12일  | 대판     | 일본     | 교세라 돔 오사카         | 400,000+ |
| 2014년 4월 13일  | 대판     | 일본     | 교세라 돔 오사카         | 400,000+ |
| 2014년 5월 3일   | 동경     | 일본     | 도쿄 돔                  | 400,000+ |
| 2014년 5월 4일   | 동경     | 일본     | 도쿄 돔                  | 400,000+ |
| 2014년 8월 15일  | 서울     | 대한민국 | 올림픽 주경기장          | 400,000+ |
| 2014년 8월 30일  | 상해     | 중국     | 상하이 체육관            | 400,000+ |
| 2014년 9월 13일  | 싱가포르 | 싱가포르 | 싱가포르 인도어 스타디움 | 400,000+ |
| 2014년 9월 14일  | 싱가포르 | 싱가포르 | 싱가포르 인도어 스타디움 | 400,000+ |
| 2014년 10월 19일 | 북경     | 중국     | 노동자 경기장            | 400,000+ |
| 2014년 10월 25일 | 도원     | 중국     | 타오위엔 카운티 스타디움 | 400,000+ |

#### 세트 리스트
1. 2NE1 - Crush
2. 2NE1 - Fire
3. 2NE1 - 컴백 홈
4. 2NE1 - Gotta Be You
5. 위너 - Go Up
6. 위너 - 그리워해요 (2NE1)
7. 위너 - Smile Again
8. Epik High - Fly
9. Epik High & 박산다라 - Love Love Love
10. Epik High - Don’t Hate Me
11. 빅뱅 - Haru Haru
12. 빅뱅 - Blue
13. 빅뱅 - Koe Wo Kikasete
14. 빅뱅 - Fantastic Baby
15. 위너 & Team B - Just Another Boy
16. Team B - Climax
17. CL & G-Dragon - 나쁜 기집애
18. CL - MTBD
19. G-Dragon & 승리 - 크레용
20. T.O.P, 송민호 & 박산다라 - Doom Dada
21. 대성 & 강승윤 - Ugly (2NE1)
22. 태양 & Team B - Ringa Linga
23. 이하이 - Rose
24. 이하이 & 민지 - 1, 2, 3, 4
25. 2NE1 & 이하이 - If I Were You
26. 타블로 & 태양 - Tomorrow
27. 에픽하이 & 박봄 - UP
28. DJ 투컷, 위너 & Team B - 전화번호 (지누션)
29. 위너 & Team B - High High (G-Dragon & T.O.P)
30. 빅뱅 - I Love You (2NE1)
31. 2NE1 - Scream
32. 2NE1 - 내가 제일 잘 나가
33. 2NE1 - Can't Nobody
34. 빅뱅 - 천국
35. 빅뱅 - Hands Up
36. 빅뱅 - 가라가라 Go!!
37. 빅뱅 - 거짓말

앵콜:
1. YG 패밀리 - Go Away (2NE1)
2. YG 패밀리 - 강남 스타일 (싸이)
3. YG 패밀리 - Fantastic Baby (빅뱅)

## 같이 보기
- 빅뱅의 음반 목록
- 빅뱅의 음반 외 활동 목록
- 빅뱅의 솔로 콘서트 투어 목록